# Loxoconchella
Loxoconchella is een geslacht van kreeftachtigen uit de klasse van de Ostracoda (mosselkreeftjes).

## Soorten
- Loxoconchella anomala (Brady, 1880) Holden, 1967
- Loxoconchella catarrhopos Whatley, Jones & Wouters, 2000
- Loxoconchella dorsobullata Hartmann, 1964
- Loxoconchella enodis Malz, 1980 †
- Loxoconchella honoluliensis (Brady, 1880) Triebel, 1954
- Loxoconchella ishizakii Keij, 1978
- Loxoconchella lizardensis Behrens, 1991
- Loxoconchella malaysiana Key, 1978
- Loxoconchella malingtao Hu & Tao, 2008
- Loxoconchella multibullata Khosla & Nagori, 1986 †
- Loxoconchella primaria Luebimova & Sanchez, 1974 †
- Loxoconchella pulchra McKenzie, 1967
- Loxoconchella scottoi Bonaduce, Masoli, Minichelli & Pugliese, 1980
- Loxoconchella trista Olteanu, 1976 †